# فدراسیون جهانی ورزش مدارس
فدراسیون جهانی ورزش مدارس (انگلیسی: International School Sport Federation) یک سازمان ورزشی برای ورزش مدارس است که در سال ۱۹۷۲ با مشارکت ۲۱ کشور اروپایی افتتاح شد و مقر آن در آنتورپ بلژیک است.